# Янаев, Константин Ильич
Константи́н Ильи́ч Яна́ев (14 ноября 1931, Старое Крещено, Оршанский район, Марийская автономная область, Горьковский край, РСФСР, СССР — 15 марта 1994, Йошкар-Ола, Марий Эл, Россия) — советский и российский строитель. Бригадир комплексной бригады строительного управления № 8 Марийского строительного треста (1968—1988). Заслуженный строитель РСФСР (1969). Член КПСС.

## Биография
Родился 14 ноября 1931 года в деревне Старое Крещено ныне Оршанского района Марий Эл.
В 1949 году окончил фабрично-заводское училище № 156 в Кемеровской области.
С 1957 года — на стройках города Йошкар-Олы Марийской АССР: каменщик, плотник.
С 1965 года — строитель в Монголии.
С 1968 года — бригадир комплексной бригады строительного управления № 8 Марийского строительного треста, в 1988—1992 годах — каменщик строительной передвижной механизированной колонны № 8 треста «Марагрострой».
В 1969 году ему присвоено почётное звание «Заслуженный строитель РСФСР». Награждён медалями.
Скончался 15 марта 1994 года в г. Йошкар-Оле Марий Эл.

## Трудовые звания и награды
- Заслуженный строитель РСФСР (1969)
- Медаль «За доблестный труд. В ознаменование 100-летия со дня рождения Владимира Ильича Ленина» (1970)